# Wasilij Ażajew
Wasilij Nikołajewicz Ażajew (ros. Василий Николаевич Ажаев, ur. 30 stycznia?/12 lutego 1915 we wsi Sockoje w guberni moskiewskiej, zm. 27 kwietnia 1968 w Moskwie) – rosyjski pisarz.

## Życiorys
W 1934 zaczął publikować, w 1944 ukończył Instytut Literacki im. Gorkiego. W 1935 został aresztowany i skazany, później przebywał na robotach na Dalekim Wschodzie. W 1948 opublikował powieść „produkcyjną” Daleko od Moskwy (wyd. pol. 1949) na temat budowy w czasie II wojny światowej rurociągu naftowego na Syberii. Za tę powieść otrzymał w 1949 Nagrodę Stalinowską. W 1964 napisał powieść faktograficzną Wagon. Został pochowany na Cmentarzu Nowodziewiczym.